# Esquines
Esquines (en griego antiguo: Αἰσχίνης) fue un político y orador ateniense nacido en el 389 a. C. y muerto en Samos en el 314 a. C. Fue uno de los diez oradores áticos.
Esquines fue un duro rival de Demóstenes, con el que se enfrentó política y judicialmente. Esquines representaba la facción pro-macedonia de Atenas, mientras que Demóstenes reclamaba la guerra contra Filipo.

## Biografía

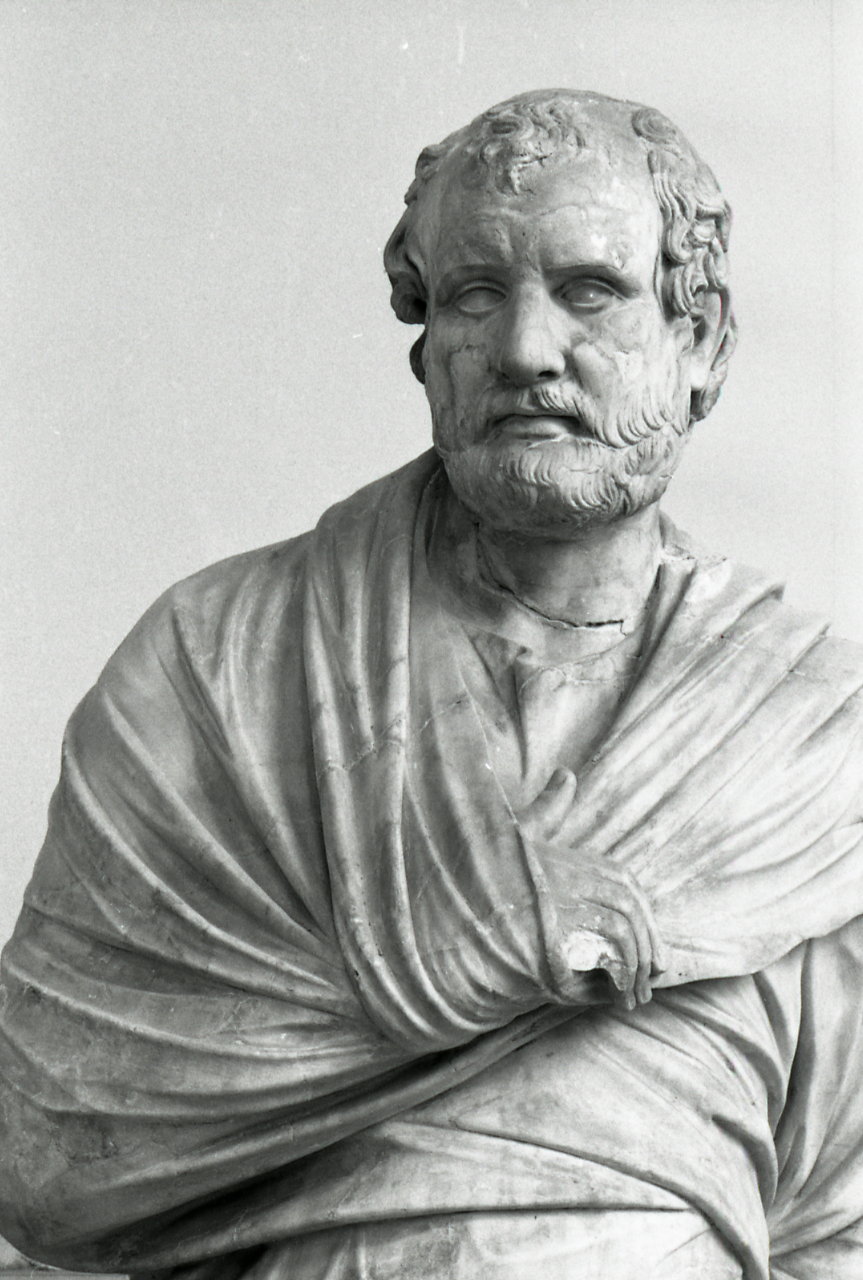
Estatua de Esquines, Villa de los Papiros de Herculano. Museo Arqueológico Nacional de Nápoles. Foto de Paolo Monti, 1969

No están claros los datos concernientes a su parentesco y a sus primeros años, aunque parece probable que sus padres, aunque pobres, fuesen respetables. El padre de Esquines fue Atrometos, un profesor de letras de la escuela elemental. Su madre, Glaucotea, asistía en los ritos religiosos de iniciación para los pobres. Después de ayudar a su padre en la escuela, pasó un tiempo como actor, y sirvió en el ejército, en el que se distinguió. También ocupó varios puestos de alguacil en tribunales, y en particular en la Boulé.
Entre las campañas en las que participó Esquines, se encuentra la de Fliunte en el Peloponeso (368 a. C.), la batalla de Mantinea del año 362 a. C., y la campaña de Foción en Eubea (349 a. C.). La caída de Olinto (348 a. C.) llevó a Esquines a la arena política, y fue enviado en una embajada para levantar al Peloponeso contra Filipo II de Macedonia.
En la primavera del 347 a. C., Esquines se dirigió a la asamblea de los Diez Mil de Megalópolis (Arcadia) instándoles a unirse y defender su independencia ante Filipo. Sin embargo, en el verano del mismo año formó parte de la embajada de paz enviada a Macedonia, momento en el que parece que Filipo logró ponerlo completamente de su parte.
Sus dilatorias durante la segunda embajada (346 a. C.), que había sido enviada para ratificar los términos del tratado de paz entre Atenas y Macedonia, hicieron que fuese acusado por Demóstenes y por Timarco de alta traición. Esquines contraatacó acusando a Timarco de haber perdido el derecho de hablar frente al público como consecuencia de sus relaciones en la juventud, que le habían dejado una reputación de prostituto (Timarco había sido el erómeno de muchos hombres en la ciudad portuaria del Pireo).
Esquines tuvo éxito: Timarco fue condenado a la atimia y fue destruido políticamente, según Demóstenes. Este comentario fue más tarde interpretado por el Pseudo Plutarco en sus Vidas de los Diez Oradores como que Timarco se había ahorcado tras abandonar la asamblea, si bien ese hecho es discutido por algunos historiadores modernos.
Este discurso, Contra Timarco, es considerado muy importante por la gran cantidad de leyes atenienses que cita, y por la luz que arroja sobre la construcción de relaciones homosexuales entre los hombres de esa época. En particular, es un documento muy valioso que muestra la permisividad que existía entre los atenienses a la hora de contemplar las relaciones homosexuales entre hombres adultos y muchachos. Muestra que dichas relaciones eran permitidas siempre y cuando estuviesen basadas en el deseo y en la persuasión, tal y como Esquines describe sus propias relaciones con jóvenes, sus discusiones con ellos y los poemas que les dirige, a la vez que lo utiliza para evitar que dichas relaciones puedan usarse en su contra. Por otra parte, las relaciones que estaban basadas en acuerdos financieros en los que el joven vendía sus favores a cambio de dinero (que era de lo que se acusaba a Timarco), no eran aceptadas y, por el contrario, eran condenadas. 
Como consecuencia de su exitoso ataque a Timarco, Esquines fue absuelto de los cargos de traición que éste le había imputado.
En el 343 a. C., Demóstenes renovó sus ataques contra Esquines en su discurso titulado Sobre la Falsa Embajada. Esquines replicó con otro discurso homónimo y logró una vez más ser absuelto de las acusaciones. En el 339, siendo uno de los delegados atenienses (pylagorae) en la anfictionía, pronunció un discurso que desencadenó la cuarta guerra sagrada.
En un intento de venganza, Esquines buscó imputar la culpa de estos desastres a Demóstenes. En el 336, cuando Ctesifonte propuso que su amigo Demóstenes fuera galardonado con la Corona de Oro por sus distinguidos servicios al estado, fue acusado por Esquines de haber violado la ley al proponer dicha moción. El tema siguió en discusión hasta el 330, momento en que los dos rivales pronunciaron los discursos Contra Ctesifonte y Sobre la Corona. El resultado fue una completa victoria de Demóstenes.
Esquines se exilió de forma voluntaria y se fue a vivir a Rodas, en donde abrió una escuela de retórica. Más tarde se mudó a la isla de Samos, donde murió a la edad de setenta y cinco años.
Sus tres discursos, que en la antigüedad recibieron el apodo de "las tres gracias", se sitúan al nivel de los de Demóstenes. Focio menciona nueve cartas escritas por Esquines a las que denomina "las nueve musas"; las doce que están publicadas bajo su nombre (Hercher: Epistolographi Graeci, París, 1873) no son genuinas.